# Pabellón de Arteaga (gmina)
Pabellón de Arteaga – gmina w centralnej części meksykańskiego stanu Aguascalientes. Według spisu ludności z roku 2015, gminę zamieszkuje  46 473 mieszkańców. Gęstość zaludnienia wynosi 230 osób na kilometr kwadratowy. Stolicą jest miasto o tej samej nazwie - Pabellón de Arteaga.
Gmina Pabellón de Arteaga graniczy z San José de Gracia od zachodu, z Rincón de Romos i Tepezalá od północy, z Asientos od wschodu, a z San Francisco de los Romo i Jesús María od południa.

## Miasta i wsie
Według spisu z 2010 roku największymi miastami i wsiami gminy są:
| Nazwa                      | Ludność |
| -------------------------- | ------- |
| Pabellón de Arteaga        | 28 633  |
| Emiliano Zapata            | 2 995   |
| Las Ánimas                 | 1 794   |
| Santa Isabel               | 1 065   |
| Santiago                   | 1 020   |
| San Luis de Letras         | 1 018   |
| Ojo Zarco                  | 607     |
| Ejido Ojo Zarco            | 487     |
| El Garabato                | 464     |
| Colonia Nueva              | 371     |
| Ejido el Mezquite          | 327     |
| Campestre San Carlos       | 250     |
| Gámez Orozco               | 179     |
| Miguel Alemán              | 157     |
| El Canal                   | 141     |
| San Agustín de los Puentes | 131     |
| El Mezquite                | 119     |
| Los Lira                   | 112     |
| El Rayo                    | 102     |
| El Pedregal                | 102     |